# Castillo de Coaner
El castillo de Coaner está situado en una colina a 380 metros de altitud en el valle formado por el arroyo de Coaner, en el lado norte de la sierra de Castelltallat. Pertenece a los terrenos de la entidad de población de Coaner y al municipio de San Mateo de Bages en la provincia de Barcelona. Actualmente sólo queda en pie la torre del homenaje y no queda otro edificio que se pueda vincular a la vieja fortaleza medieval si bien las últimas prospecciones arqueológicas han descubierto los restos de las antiguas dependencias del castillo feudal, ampliado y modificado a lo largo de los siglos XI, XII, XIII y XIV. También se encuentra la iglesia San Julián de Coaner. Declarado Bien cultural de interés nacional.

## Historia

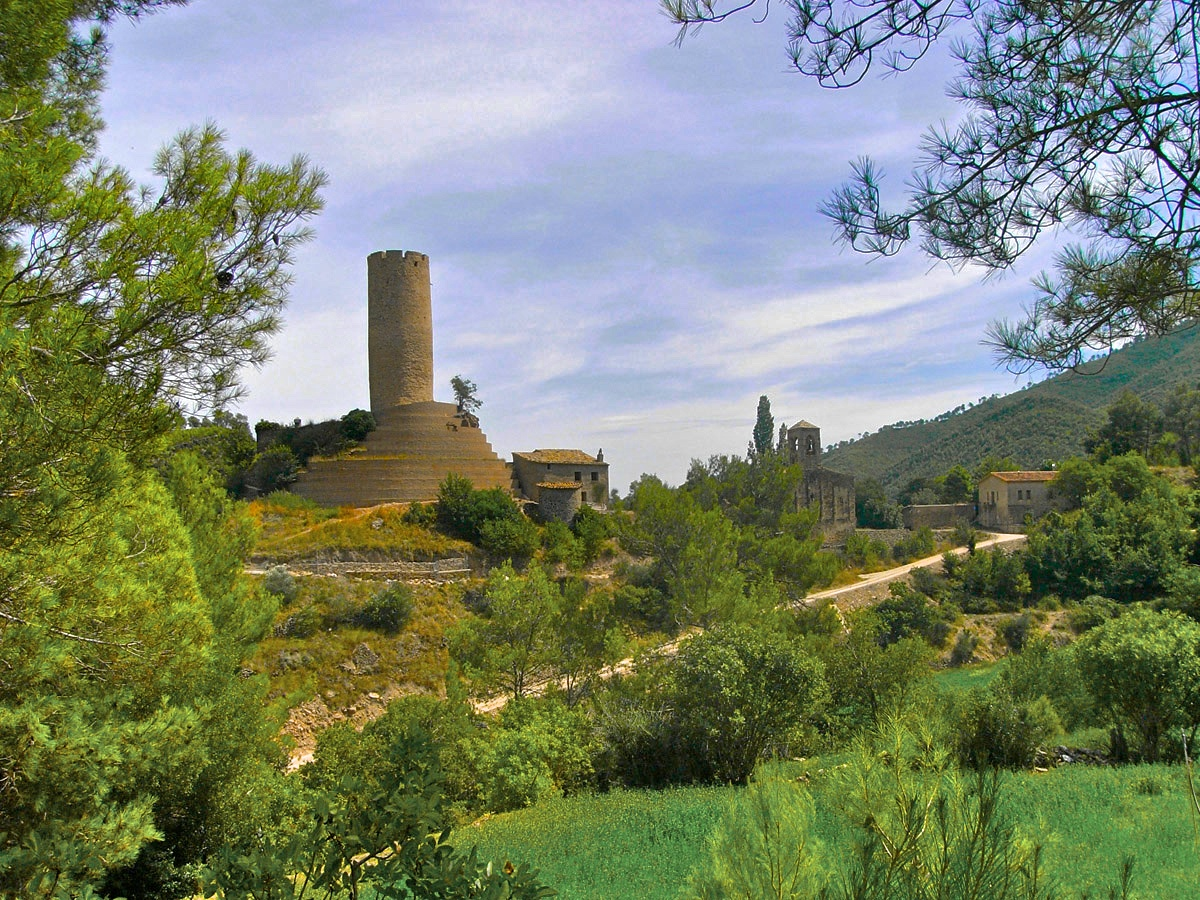
Vista general

Hacia el siglo X este castillo estaba dentro del condado de Berga y el término que defendía comprendía el valle del arroyo de Coaner, excepto la parte superior, que pertenecía a Castelltallat, y la parte final del arroyo de Salo; una estrecha cuña dirigida hacia el suroeste que se abría paso entre los condados vecinos de Urgel y de Osona, gobernados por otras ramas condales catalanas. El castillo aparece documentado a partir del 960 con el nombre de «Quovece negro».
El dominio eminente pertenecía a los condes de Cerdaña y, tras el fin de la dinastía en el año 1117 por falta de herederos, pasó a los condes de Barcelona, mientras que el feudatario condal era el señor de Castelladral, Ramon Bernat de Castelladral, hijo de Bernardo y de Ermessenda que entre l068 y en 1135 juró fidelidad a cuatro condes por este castillo. Primero al conde Guillermo Ramón I de Cerdaña (1068 1095). En segundo lugar a Bernardo Guillermo (1109 a 1117). Después, continuó jurando fidelidad a los nuevos condes, los de Barcelona, Ramón Berenguer III (1117 y 1131) y Ramón Berenguer IV (1135). Desde los Castelladral, la castellanía cambió varias veces de señores. Unos de estos fueron la familia llamada Coaner, seguramente castellanos, que dieron el nombre definitivo al lugar.
En 1319 aparece como castellano Arnau de Vernet. En el fogaje de 1365-1370 contaba con 20 «fochs reyals», 2 «aloers esparces» y 3 «fochs desgleya»; en el de 1381, 8 fogajes reales y 2 de iglesia. En el siglo XIV el castillo entró en el juego de ventas y recompras reales, tan habitual en este periodo. En 1381 el rey Pedro el Ceremonioso vendió al noble catalán  Francisco de Perellós el castillo de Coaner, con otros de la veguería del Bages. Más tarde los habitantes de Sampedor, la villa de los cuales había sido vendida conjuntamente con Coaner, compraron, en el año 1400, el conjunto de castillos y villas que el rey había vendido y le devolvieron la villa de Sampedor. Y en 1424, los sampedorenses vendieron al conde de Cardona la jurisdicción de los castillos de Coaner y de Torroella, mientras que el año anterior el rey Alfonso V de Aragón había empeñado al mismo conde dichas jurisdicciones. Por lo tanto, la casa condal de Cardona se convirtió en señora del castillo de Coaner y lo incorporó a su condado, y así permaneció vinculado al patrimonio Cardona hasta la desaparición de los señoríos jurisdiccionales en el siglo XIX.

## Arquitectura

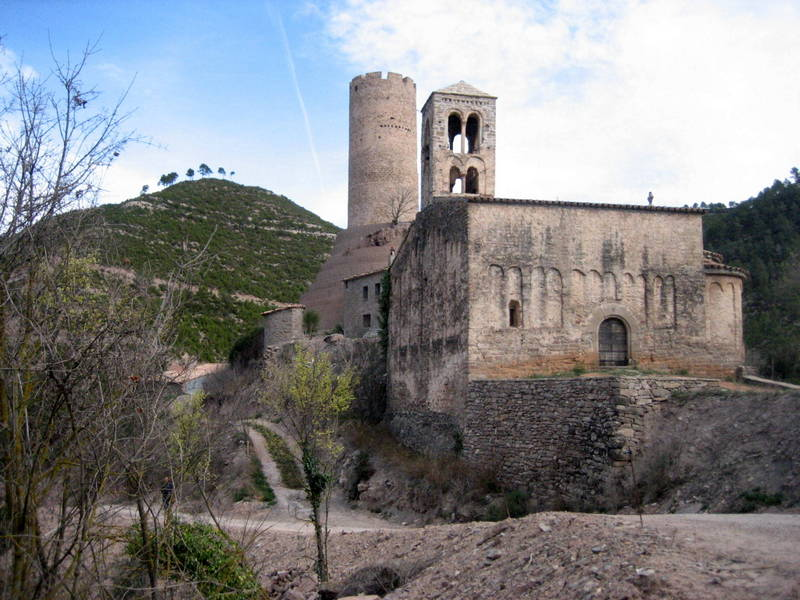
Coaner. Torre del castillo e iglesia de San Julián.

La torre del castillo es una construcción cilíndrica esbelta que se yergue a partir de un plano circular, el espacio interno del cual, en el nivel inferior, tiene un diámetro de unos 300 cm que, en el exterior llega hasta los 730 cm. Las paredes hacen 215 cm de espesor. Desde tierra hasta el primer piso, donde las paredes se adelgazan aproximadamente un metro, hay cerca de 9 m desde este tramo hasta el copete, que está coronado con almenas, unos 9,85 m más, -de los cuales 3,65 pertenecen al primer piso, 5 al segundo y 1,20 en la azotea-, por lo tanto, la altura de la torre es de unos 18,85 m totales. El espacio interior se encuentra ocupado por los bajos, dos pisos y una azotea superior. La separación de los niveles superiores, dado que no hay ningún adelgazamiento en las paredes, está dada por dos arcadas situadas en el centro de la torre que van de una parte a la otra de los paramentos internos. Estas arcadas, soportaban los techos de los pisos que delimitan, conjuntamente con unos agujeros situados a raíz de ellas y distribuidos en torno a todo el círculo, marcado por las paredes, dentro de los cuales se debían incluir las vigas maestras de los entarimados. La primera arcada, se desarrolla por medio de un arco carpanel con dovelas, y la segunda se abre mediante un arco apuntado también adintelado.
No hay ninguna aspillera que perfore los muros, por tanto, los únicos elementos defensivos son las almenas que rematan la torre y que circundan todo el tejado. Su anchura es la misma que muestran las paredes del tramo superior y presentan los flancos abiertos de fuera hacia dentro. La única abertura que hay en las paredes de la torre es una puerta de reducidas dimensiones, abierta a la altura del primer piso y encarada a levante. Exteriormente está rematada con un arco apuntado, mientras que en el interior esta misma apertura acaba con un arco estrangulado. 
La torre ha sido emparejada con bloques de piedra de tamaños medios desbastados toscamente. Su disposición, aunque tienden a formar hiladas, es bastante irregular y desordenada. El mortero que remacha las hiladas externas y las internas, así como el que lo traba y fortalece, el montón de piedras que conforman la estructura interna de los paramentos, ha sido hecho con arena y cal, de textura no homogénea Según los lugares donde se han colocado, varía de color y consistencia debido a la mayor o menor cantidad de cal que se puso a la masa. Con las características generales de la construcción y la forma en que ha sido emparejada, parece que esta torre responde a una obra románica, obrada del siglo X - XI. Las arcadas corresponden a una remodelación posterior (siglos XIII o XIV).
En 1999, el Servicio de Patrimonio Arquitectónico Local de la Diputación de Barcelona, hizo una importante intervención, saneando el talud que conformaba la base del cerro, y se construyeron doce muros de contención adaptados a las deformaciones de la colina, y aproximadamente concéntricos a la torre. En el año 2001 de nuevo se trabajó en una nueva excavación arqueológica.

### Grafitos de la torre de Coaner
En las paredes del piso que corresponde al nivel de la puerta, sobre el revoque de mortero de cal, hay una serie de grafitis que representan varios barcos y un edificio, seguramente fortificado. Sobre un sillar de la arcada hay grabada una escena con animales hecha por un autor diferente al autor de los grafitos. 
Los barcos son de vela latina, triangular y tienen remos; en algunos se ve también el timón. Por los remos se cree que pueden ser galeras y que las escenas dibujan una batalla naval donde el autor, tal vez encarcelado en la torre, participó. Son dibujos sencillos pero precisos. Por ejemplo, en uno de ellos se puede contar exactamente 30 remos. 
La datación se establece en la misma época en que se construyeron las arcadas interiores. siglo XIII o XIV.

## Iglesia de San Julián de Coaner

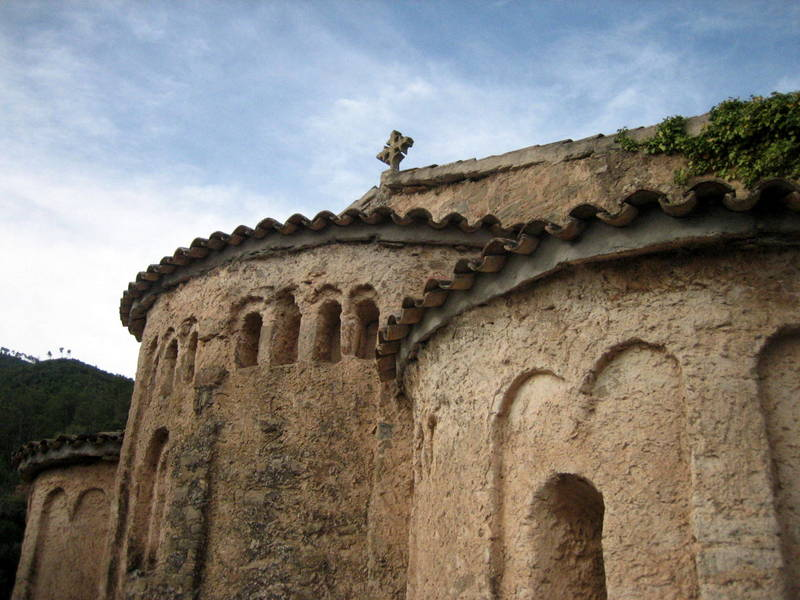
Iglesia San Julián de Coaner. Los tres ábsides.

La iglesia de San Julián de Coaner se encontraba dentro del recinto del castillo de Coaner. Muy pronto debió adquirir la condición de parroquial hasta que la perdió en tiempos modernos. Aparece citada por primera vez el año 1024 en que fue consagrada por el obispo de Urgel Ermengol que la dedicó a la Virgen María. La existencia de «Santa María de Coaner» y de «San Julián de Coaner» ha creado dudas sobre la advocación principal de la iglesia del castillo. Se supone que San Julián debió desplazar a Santa María que fue parroquia del término hasta que, debido a la despoblación, ha sido agregada a la parroquia de la Colonia Vall. La iglesia está situada al pie de la torre militar que le es coetánea.